# Vézillon
Vézillon és un municipi francès situat al departament de l'Eure i a la regió de Normandia. L'any 2007 tenia 239 habitants.

## Demografia

### Població
El 2007 la població de fet de Vézillon era de 239 persones. Hi havia 84 famílies de les quals 24 eren unipersonals (12 homes vivint sols i 12 dones vivint soles), 16 parelles sense fills, 36 parelles amb fills i 8 famílies monoparentals amb fills.
La població ha evolucionat segons el següent gràfic:
Habitants censats

### Habitatges
El 2007 hi havia 110 habitatges, 95 eren l'habitatge principal de la família, 6 eren segones residències i 9 estaven desocupats. 84 eren cases i 26 eren apartaments. Dels 95 habitatges principals, 68 estaven ocupats pels seus propietaris, 24 estaven llogats i ocupats pels llogaters i 3 estaven cedits a títol gratuït; 2 tenien una cambra, 16 en tenien dues, 5 en tenien tres, 24 en tenien quatre i 48 en tenien cinc o més. 79 habitatges disposaven pel capbaix d'una plaça de pàrquing. A 43 habitatges hi havia un automòbil i a 44 n'hi havia dos o més.

### Piràmide de població
La piràmide de població per edats i sexe el 2009 era:
| Homes | Edats   | Dones |
| ----- | ------- | ----- |
| 0     | 95 o +  | 4     |
| 0     | 90 a 94 | 0     |
| 4     | 85 a 89 | 0     |
| 4     | 80 a 84 | 0     |
| 4     | 75 a 79 | 4     |
| 0     | 70 a 74 | 4     |
| 8     | 65 a 69 | 4     |
| 4     | 60 a 64 | 4     |
| 4     | 55 a 59 | 12    |
| 8     | 50 a 54 | 0     |
| 4     | 45 a 49 | 0     |
| 20    | 40 a 44 | 12    |
| 16    | 35 a 39 | 16    |
| 8     | 30 a 34 | 12    |
| 0     | 25 a 29 | 4     |
| 8     | 20 a 24 | 4     |
| 8     | 15 a 19 | 12    |
| 4     | 10 a 14 | 8     |
| 20    | 5 a 9   | 8     |
| 4     | 0 a 4   | 8     |

## Economia
El 2007 la població en edat de treballar era de 149 persones, 123 eren actives i 26 eren inactives. De les 123 persones actives 113 estaven ocupades (66 homes i 47 dones) i 10 estaven aturades (2 homes i 8 dones). De les 26 persones inactives 11 estaven jubilades, 11 estaven estudiant i 4 estaven classificades com a «altres inactius».

### Ingressos
El 2009 a Vézillon hi havia 92 unitats fiscals que integraven 243,5 persones, la mediana anual d'ingressos fiscals per persona era de 19.125 €.

### Activitats econòmiques
Dels 4 establiments que hi havia el 2007, 2 eren d'empreses de construcció, 1 d'una empresa d'hostatgeria i restauració i 1 d'una empresa classificada com a «altres activitats de serveis».
Dels 3 establiments de servei als particulars que hi havia el 2009, 1 era un paleta, 1 lampisteria i 1 restaurant.

## Poblacions més properes
El següent diagrama mostra les poblacions més properes.